# Quận Hale, Alabama
Quận Hale là một quận thuộc tiểu bang Alabama, Hoa Kỳ. Quận được đặt tên theo Stephen F. Hale. Dân số năm 2000 là 17.185 người. Quận lỵ là Greensboro. Quận này thuộc Khu vực thống kê tiểu đô thị Tuscaloosa.